# Евстафий Апсилийский
Евста́фий Апсили́йский (абх. Евстафии; казнён в 740) — святой мученик православной Церкви.
Блаженный Евстафий был сыном «знатнейшего и первейшего среди апсилов» патрикия Марина.

## Жизнеописание
Евстафий Апсилийский родился во времена Юстиниана II. На восьмой день Марин крестил ребёнка в древнем храме главной своей крепости Цибилиум, назвав сына в честь святого Евстафия Плакиды, доблестного воина, принявшего мученический венец в начале II века во времена императора Траяна.
Святой правил Апсилией в начале VIII века. В 738 году арабы под командованием Сулеймана, сына халифа Хишама, вторглись в горную Апсилию. Евстафий Апсильский был захвачен в плен арабами при взятии ими крепости Сидерон в районе современной Цебельды.
Два года абхазский князь содержался в заточении в Месопотамии в древнем городе Харране. Все это время пленного князя арабы пытались насильно обратить в ислам. Не добившись своего, они предали его смертной казни, по указу правителя страны Сулеймана Ибн Исама в 740 году. Могила святого мученика стала местом паломничества для христиан, которые приходили к мощам Евстафия и получали исцеление.
Во многих греческих, латинских и сирийских источниках именуется мучеником Харранским.

## Почитание
Он стал первым абхазом, святость которого была признана всей Христианской церковью (Западной и Восточной Церквями).
Евстафий Апсильский — один из наиболее почитаемых святых на территории современной Абхазии. Он считается её защитником и небесным покровителем. Существует предание, что святой Евстафий воздвиг в Цебельде храм во имя великомученика Евстафия Плакиды, украсив алтарную преграду храма каменными изразцами.